# Ісменці
Ісменці́ (рос. Исменцы, марій. Эсмекплак) — село у складі Звениговського району Марій Ел, Росія. Адміністративний центр Ісменецького сільського поселення.
В радянські часи існували 3 окремих населених пункти — Ісменці, Лісна 1-а, Лісна 2-а.

## Населення
Населення — 1194 особи (2010; 1243 у 2002).
Національний склад (станом на 2002 рік):
- марі — 97 %